# Пирамида Тети
29°52′31″ с. ш. 31°13′18″ в. д.
Пирамида Тети — гладкая пирамида, расположенная в Саккаре, Египет. Вторая известная истории пирамида, содержащая древнеегипетские письмена.
Археологические исследования выявили, что рядом с основной пирамидой имеется пирамида спутник, две пирамиды цариц, а также культовые сооружения и погребальный храм. Пирамида открыта Гастоном Масперо в 1882 году. Комплекс исследовали с 1907 по 1965 год.
Изначально пирамида называлась Место терпения Тети. Внешний вид пирамиды плохо сохранился, и теперь она больше напоминает небольшой холм. Подземные камеры и коридоры, напротив, сохранились в прекрасном состоянии.

## Погребальный комплекс
Пирамидный комплекс следует модели, установленной в период правления Джедкара Исеси. Та, в свою очередь, наследуется от погребальных комплексов Абусира.
Ныне утраченный храм долины, вероятно, был разрушен в древности из-за возведения культового храма Анубису. В 1906 году египтолог Джеймс Квибелл обнаружил погребальный храм, связанный дорожкой с храмом долины.

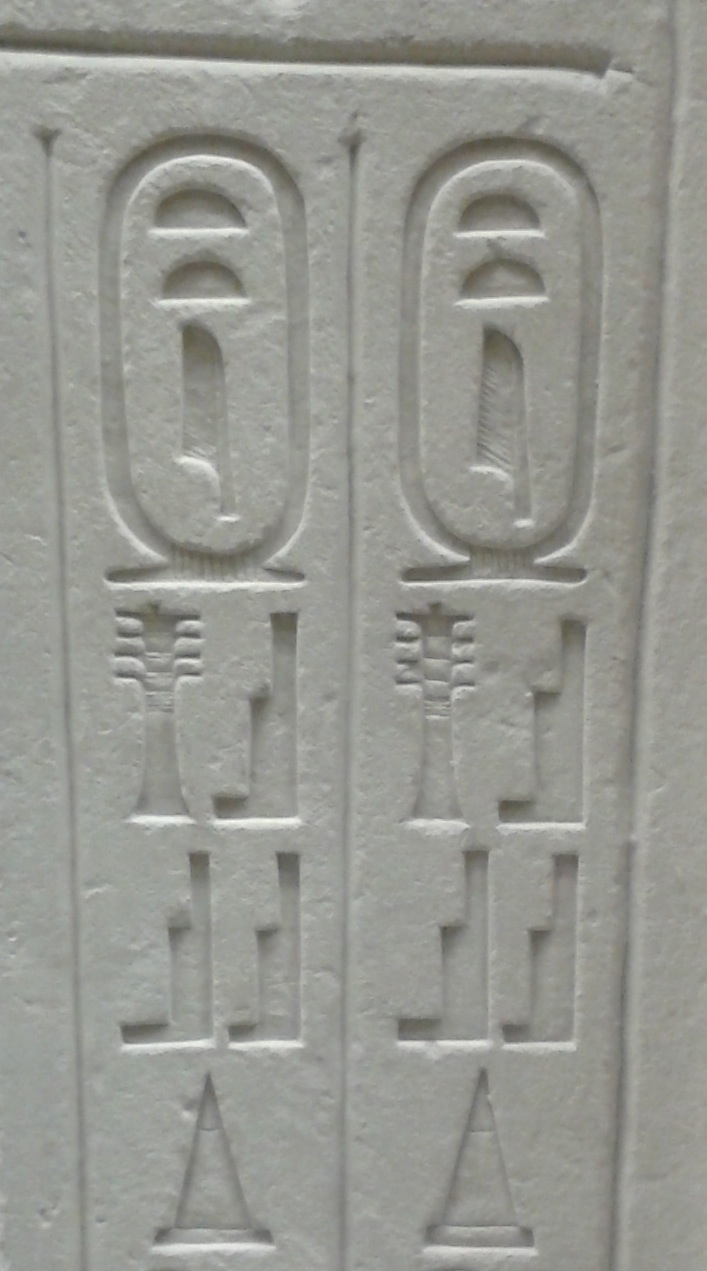
Название пирамиды Djed-isut-teti на погребальной стеле главного казначея Иси. Лувр

## Пирамида

План погребального комплекса

Ориентация пирамиды не совпадает с четырьмя сторонами света. Тем не менее, пропорции и план пирамиды повторяет схему пирамиды Джедефра. Внутренние размеры и наклон этих пирамид вляются одинаковыми. Доступ в погребальные камеры расположен внутри соседней часовни, с северной стороны пирамиды. Прихожая ведёт в длинный спуск 18 метров и 123 метра. Вход был заблокирован гранитным блоком, в настоящее время утраченными. Дальше проход был заложен по всей длине крупными блоками известняка, которые были разбиты расхитителями пирамид. В проходе во время первого изучения пирамиды Гастоном Масперо находился мусор. В нисходящем коридоре пирамида заканчивается горизонтальной прихожей, вестибюлем, другой прихожей, спальней с блоками, и коридором, который ведет в погребальные покои фараона, изготовленные из гранита. 
Комната с блоками имеет размер более 6 метров и изготовлена из известняка и гранита. Три гранитных блока первоначально перекрывали проход к помещению. Теперь он разбит на несколько частей, давая возможность прохода для посетителей. Горизонтальный проход ведёт в комнаты, состоящие из похоронного сердаба, прихожей и погребальной камеры. Все три помещения расположены вдоль оси восток-запад. Единственная особенность в сердабе - размер блоков, из которых он сделан — 6,72 метров длиной и весом в 40 тонн. Прихожая и погребальная камера перекрыты огромными сводчатыми стропилами. Они также связаны переходом, в котором были двойные двери. Стены этих комнат также были покрыты надписями, которые обычно называются — Тексты пирамид. Пирамида Тети является второй пирамидой, в которой содержатся священные надписи, которые должны были помочь фараону в загробной жизни.
В погребальной камере стоит незаконченный саркофаг из граувакка, фрагмента крышки и канопы, которая является  просто отверстие в земле[уточнить]. Впервые царский саркофаг содержит надписи, выгравированные внутри.

Хотя захоронение было разграблено в древние времена, во время первых раскопок Гастоном Масперо было найдено много погребальной утвари. Это в основном каменные объекты, которые были оставлены грабителями, считавшими их бесполезными или ничего не стоившими. Таким образом, до нас дошли ёмкости с именами Тети и одна из ёмкостей содержащей внутренние органы царя. Самым ценная находки погребения - деньги или провизия на дорогу и гипсовая форма посмертной маски. Маска запечатлела лицо человека с закрытыми глазами и слегка открытым ртом. Это предположительное изображение фараона Тети является единственным царским портретом династии из Старого Царства. Пирамида Тети по размерам 78,5 м сторона у основания и высота 52,5 метра. Это равняется 150 локтям у стороны и 100 локтей основания (Египетский Королевский локоть оценивается в 525 мм).

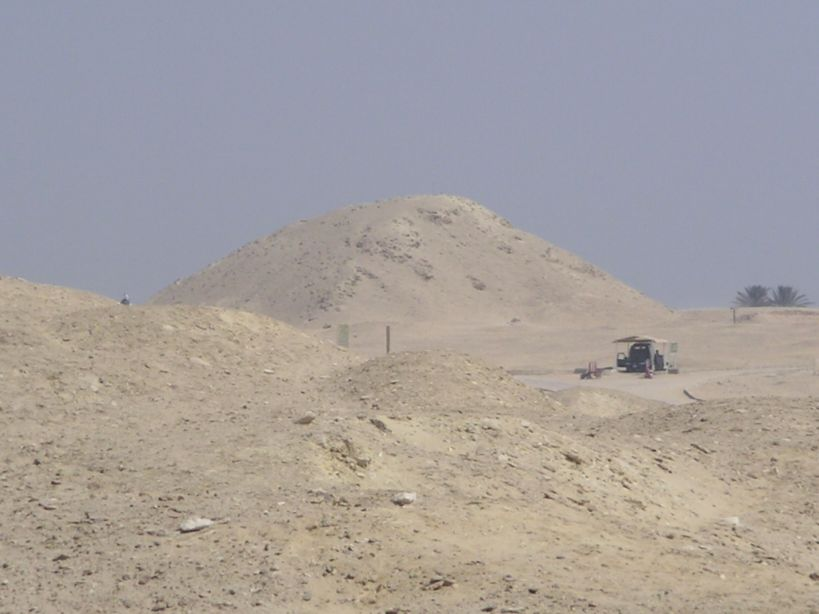
Современный вид на пирамиду Тети
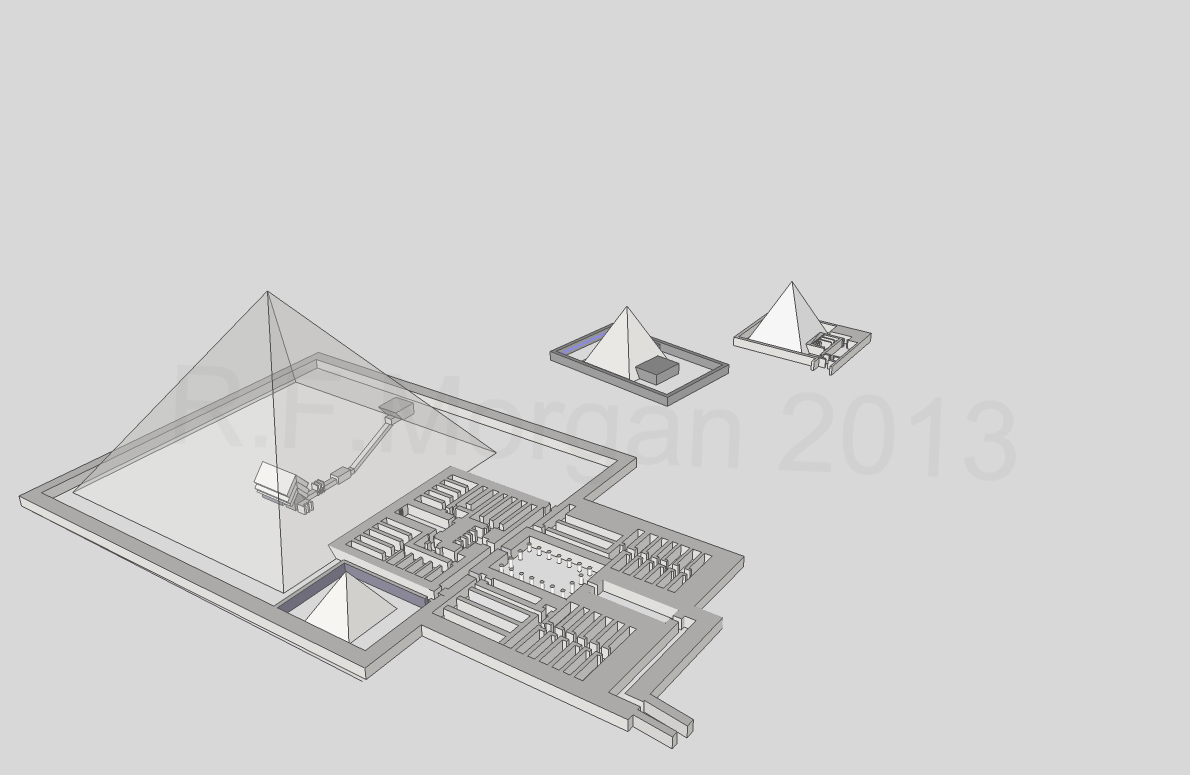
Реконструкция комплекса пирамиды Тети в 3D
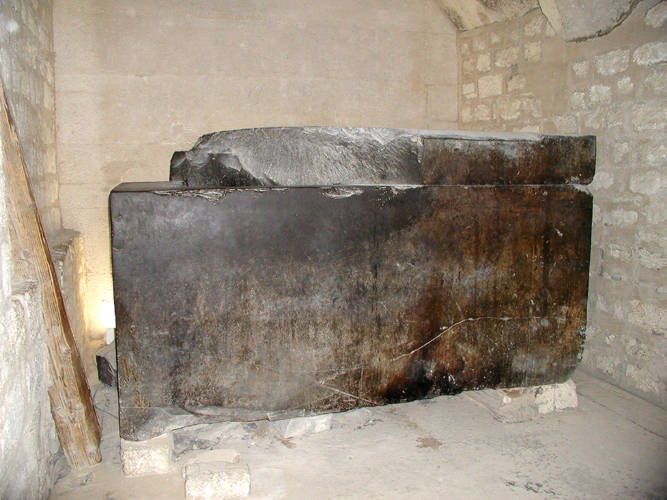
Саркофаг Тети
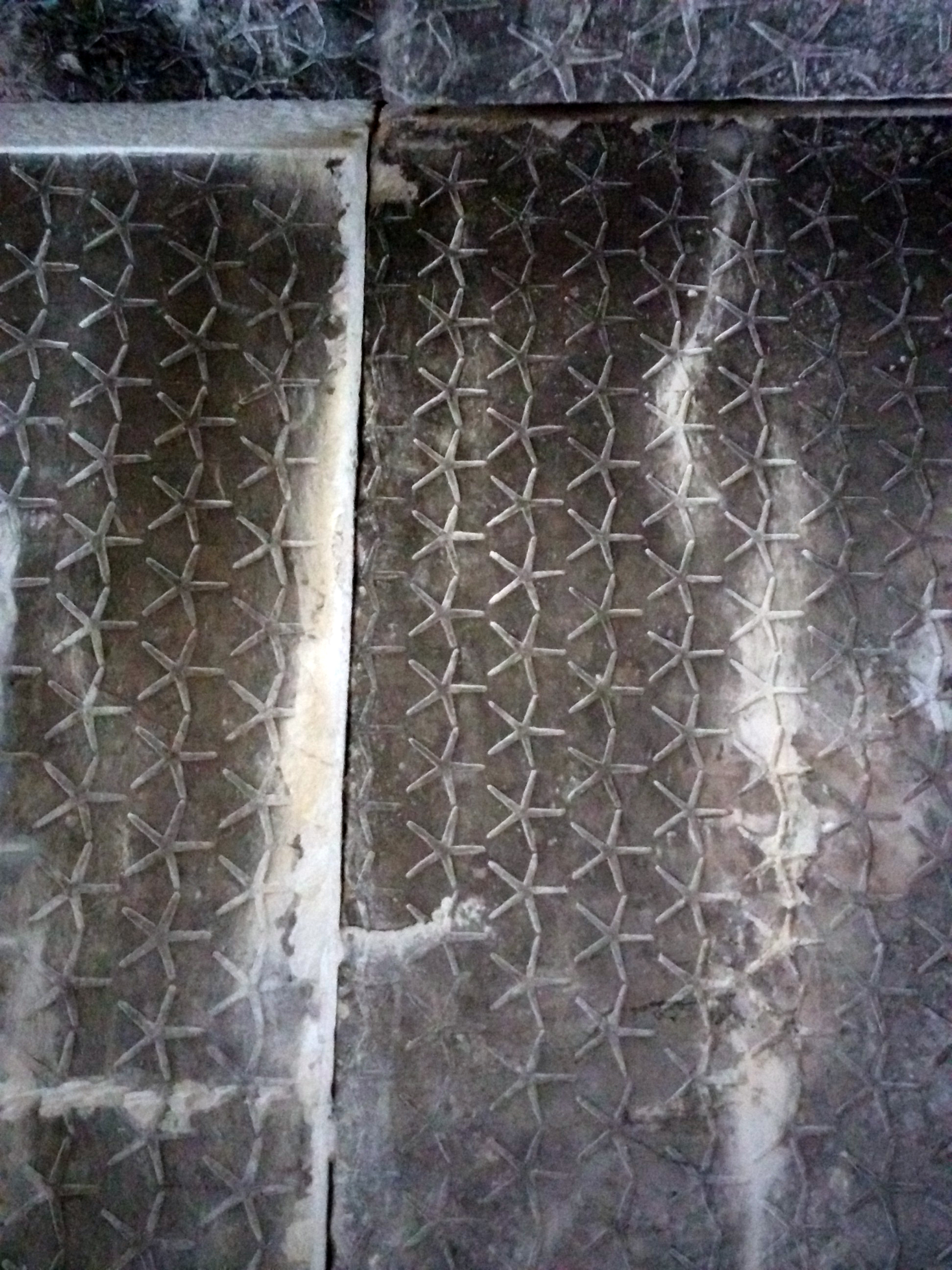
Роспись потолка внутри гробницы
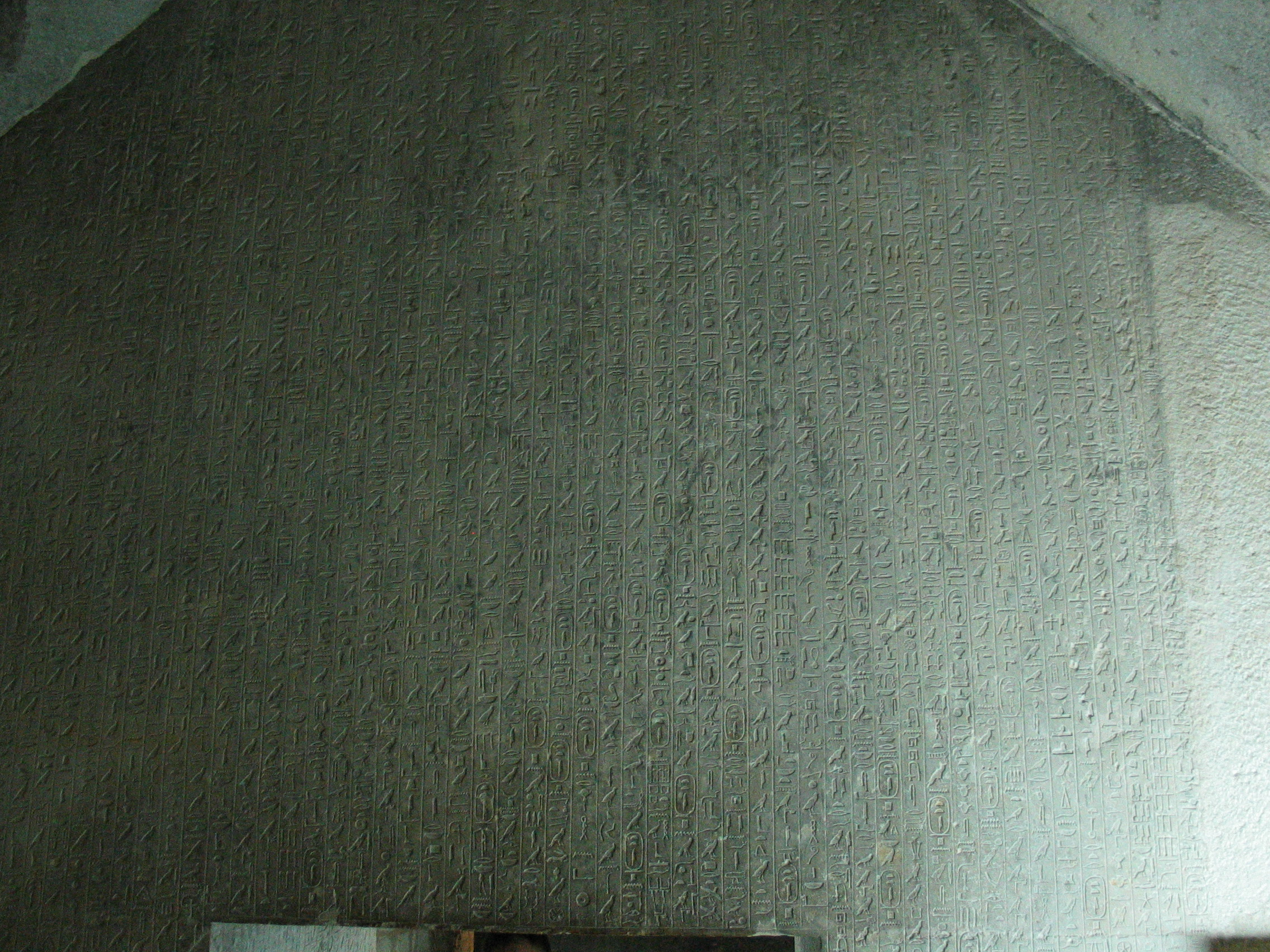
Иероглифические надписи на стенах интерьера
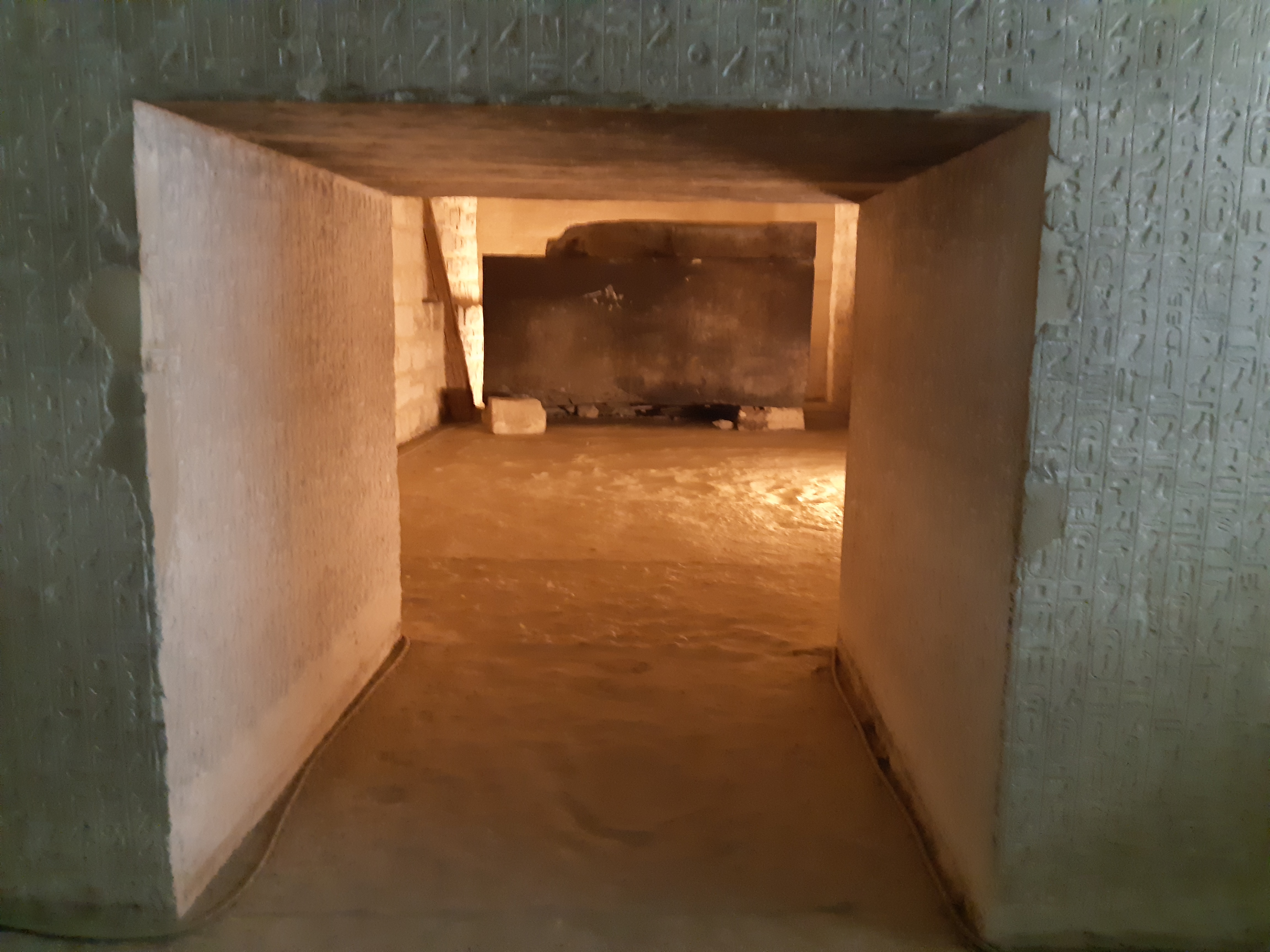
Вход в погребальную камеру
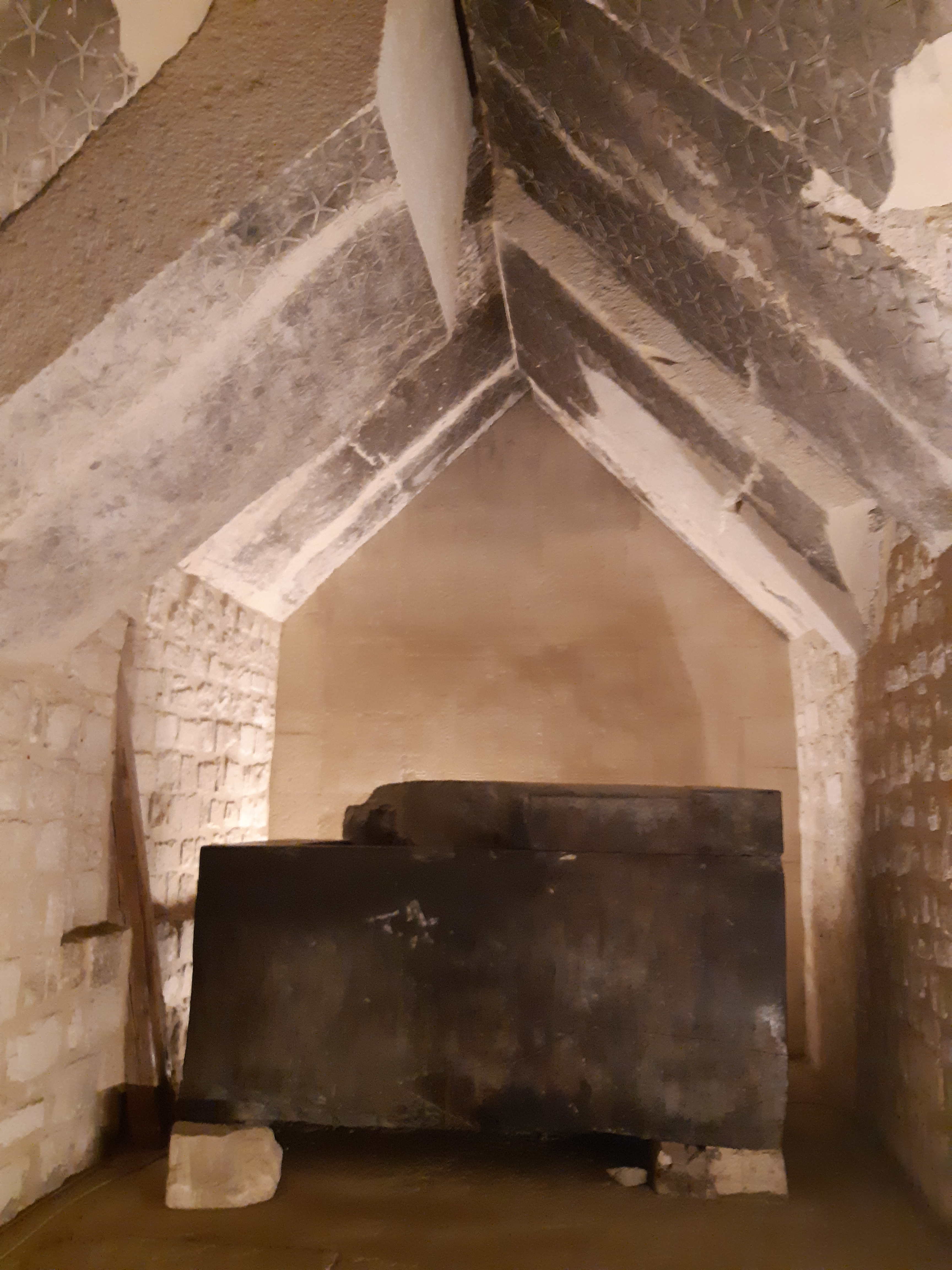
Вид погребальной камеры и саркофагом на переднем плане